# 村上啓夫
村上 啓夫（むらかみ ひろお、1899年 - 1969年）は、日本の翻訳家。
東京外国語大学英米語学科卒業。
大正期から、ノンフィクション、推理小説などを訳した。

## 著書
- 『マゼラン』（講談社、世界伝記全集） 1954
- 『ピアリー』（講談社、少年少女世界伝記全集1 アメリカ編1） 1960

## 翻訳
- 『メイ・フラワア号』（ブラスコ・イバネス、アルス） 1924
- 『麺麭を求めて』（シェンキウヰッチ、アルス） 1925
- 『性と性格』（オツトオ・ワイニンゲル、アルス） 1925
- 『社会理論 / 社会改造の原理』（コール / ラッセル、春秋社、世界大思想全集45） 1929
- 『人間及び動物の表情』（チャールズ・ダーウィン、白揚社、ダーウィン全集8） 1938
- 『鋼鉄王クルツプ』（ウイルヘルム・ベルドロー、生活社） 1939
- 『東方への空の旅』（リンドバーグ、育生社弘道閣） 1942
- 『世界大戦回顧録』（ロイド・ジョージ、内山賢次,片岡貢共訳、改造社） 1940 - 1942
- 『海底二万里』（ジュール・ヴェルヌ、フタバ書院成光館） 1943
- 『神々の座 印度・西蔵紀行』（ヘルベルト・ティヒー、鎌倉書房） 1944
- 『日本を観る』（ジョン・ラサーダ、鎌倉書房） 1946
- 『新版千一夜物語』（ロバート・ルイス・スティーヴンスン、鎌倉書房） 1948
- 『暁を見ずに』（ステヴァン・ハヴェラナ、牧書房翻訳室） 1950
- 「第二戦線の前夜」（アーニー・パイル、牧書房翻訳室、『勇敢な人々2』） 1950
- 『水郷物語』（マージョリ・キナン・ローリングス、早川書房） 1951
- 『六人の偉人物語』（ナサニエル・ホーソン、東洋書館、こども図書館） 1952
- 『少年デヴイツド物語』（R・L・ステイヴンスン、双葉書房） 1952
- 『ゼンダ城の虜 あるイギリス紳士の生涯における三ケ月の物語』（アントニー・ホープ、日本出版協同） 1953
- 『自殺倶楽部』（R・L・スティーヴンソン、日本出版協同） 1953
- 『デイン家の呪』（ダシール・ハメット、日本出版協同） 1953
- 『私たちは孤独ではない』（ジェイムズ・ヒルトン、早川書房） 1954、のち文庫
- 『忘られぬ死』（アガサ・クリスティー、早川書房） 1954
- 『地底旅行』（ジュール・ベルヌ、講談社、世界名作全集） 1955
- 『犯行以前』（フランシス・アイルズ、早川書房） 1955、のち改題『リナの肖像』（三笠書房）
- 『樽』（ F・W・クロフツ、早川書房、世界探偵小説全集） 1957
- 『ポアロのクリスマス』（アガサ・クリスティー、早川書房） 1957、のち文庫
- 『マゼランと少年』（ケント、講談社、少年少女世界探検冒険全集） 1958
- 『マンハッタンの悪夢』（トマス・ウォルシュ、東京創元社） 1959
- 『マルタの鷹』（ダシール・ハメット、東京創元社） 1959、のち文庫
- 『快盗ルビイ・マーチンスン』（ヘンリイ・スレッサー、早川書房） 1960、のち文庫
- 『炎のなかの絵』（ジョン・コリア、早川書房、異色作家短篇集6） 1961
- 『静かな日の情事』（ヘンリー・ミラー、新流社、世界セクシー文学全集10） 1961
- 『EQMMアンソロジー 第1』（エラリー・クイーン編、早川書房） 1962
- 『迷宮課事件簿 迷宮課シリーズ1』（ロイ・ヴィカーズ、小倉多加志,吉田誠一共訳、早川書房） 1962、のち文庫
- 『老女の深情け 迷宮課シリーズ2』（ロイ・ヴィカーズ、早川書房） 1962
- 『グリーン家殺人事件』（田中潤司共訳、東都書房、世界推理小説大系） 1963
- 『英雄 チャールズ・リンドバーグ伝』（ケニス・S・デイヴィス、早川書房、ハヤカワ・ノンフィクション） 1966
- 『運命の衝撃 南太平洋、未開と文明の邂逅』（アラン・ムーアヘッド、早川書房、ハヤカワ・ノンフィクション） 1967、のち文庫
- 『クリシーの静かな日々』（ヘンリー・ミラー、二見書房） 1968
- 『勇敢な人々 ヨーロッパ戦線のアーニー・パイル』（アーニー・パイル、早川書房） 1969
- 『海の鷲』（L・トーマス、フジ出版社） 1969

| スタブアイコン | サブスタブ | この項目は、まだ閲覧者の調べものの参照としては役立たない、文人（小説家・詩人・歌人・俳人・作詞家・作家・放送作家・随筆家（コラムニスト）・文芸評論家）に関連した書きかけの項目です。この項目を加筆・訂正などしてくださる協力者を求めています（P:文学/PJ:作家）。 |